# Thomas Touré
Thomas Touré (Grasse, 27 december 1993) is een Frans-Ivoriaans voetballer die doorgaans als aanvaller speelt. Hij verruilde Girondins Bordeaux in augustus 2017 voor Angers SCO. Touré debuteerde in 2016 in het Ivoriaans voetbalelftal.

## Clubcarrière
Touré speelde in de jeugd voor US Cannes Boca, AS Cannes en Girondins Bordeaux. Op 4 mei 2014 debuteerde hij in de Ligue 1 in het uitduel tegen Valenciennes. Hij mocht twee minuten voor affluiten invallen voor Diego Rolán. Bordeaux won met het kleinste verschil in Valenciennes na een treffer van Julien Faubert. Op 25 september 2014 mocht de aanvaller voor het eerst in de basiself starten in het uitduel tegen AS Saint-Étienne. Drie dagen later scoorde hij zijn eerste doelpunt voor Bordeaux in de met 2-1 gewonnen thuiswedstrijd van Stade Rennais. Nadat de stand in evenwicht was gebracht door doelpunten van Wahbi Khazri (Bordeaux) en Habib Habibou (Stade Rennais), werd Touré de held van het Stade Chaban-Delmas door in de blessuretijd het winnende doelpunt te maken.